# Поль (Кот-д’Армор)
Поль (фр. Paule, брет. Paoul) — коммуна во Франции, находится в регионе Бретань. Департамент — Кот-д’Армор. Входит в состав кантона Ростренен. Округ коммуны — Генган.
Код INSEE коммуны — 22163.

## География
Коммуна расположена приблизительно в 440 км к западу от Парижа, в 135 км западнее Ренна, в 60 км к юго-западу от Сен-Бриё.
Вдоль северной границы коммуны проходит канал Нант — Брест.

## История
С V века до нашей эры к югу современной коммуны располагалось укреплённое поселение, по-видимому, принадлежавшее древнекельтскому племени осисмиев. Городище сформировалось и развилось от датируемого VI в. до н. э. окружённого насыпью и рвом двора с жилым домом и хозяйственными постройками, по-видимому, усадьбы, принадлежавшей представителям аристократии. К I веку до н. э. данное поселение представляло собой оппидум площадью около 30 га, помимо насыпи, там присутствовали сторожевые башни. После римского завоевания поселение было разорено, а укрепления разрушены, и к I в. н. э. оно обезлюдело.
Городище было обнаружено в 1988 году в ходе дорожных работ. Раскопки на археологическом памятнике продолжались вплоть до 2001 года. В ходе раскопок в одном из рвов были найдено несколько статуэток из метагорнблендита, датируемых II-I веком до н. э. Как считается, это изображения предков владельцев усадьбы и впоследствии поселения. Самый крупный экземпляр (высотой 43 см) изображает мужчину с закрытыми глазами, вполне вероятно, барда, держащего в руках лиру-кротту, на шее которого торквес — шейная гривна, символ храбрости. У данной статуэтки разбит нос, что по мнению учёных, свидетельствует об акте десакрализации путём намеренного изуродования, вероятно, проведённого во время завоевания Римом. Сейчас статуэтки хранятся в Ренне, на основе трёхмерной оцифровки и дальнейшего обследования статуэтки барда (а также с учётом палинологических исследований других кельтских памятников Бретани и с использованием деревообрабатывающих инструментов железного века) была создана экспериментальная реконструкция изображённой на ней лиры, в качестве материала был выбран ясень.
По мнению археолога и руководителя проводившихся в данном месте раскопок Ива Менеза (фр. Yves Ménez), данное поселение может быть одним из древнейших городских поселений на территории современной Бретани.

## Население
Население коммуны на 2016 год составляло 716 человек.
| 1962 | 1968 | 1975 | 1982 | 1990 | 1999 | 2008 | 2016 |
| ---- | ---- | ---- | ---- | ---- | ---- | ---- | ---- |
| 1094 | 962  | 811  | 716  | 627  | 652  | 713  | 716  |

## Экономика
В 2007 году среди 427 человек в трудоспособном возрасте (15—64 лет) 301 были экономически активными, 126 — неактивными (показатель активности — 70,5 %, в 1999 году было 68,6 %). Из 301 активных работали 273 человека (144 мужчины и 129 женщин), безработных было 28 (11 мужчин и 17 женщин). Среди 126 неактивных 30 человек были учениками или студентами, 46 — пенсионерами, 50 были неактивными по другим причинам.

## Достопримечательности
- Часовня Нотр-Дам (XVI век). Исторический памятник с 1920 года[5]
- Галло-римский акведук и туннель Кервоагель. Исторический памятник с 2005 года[6]
- Могильный курган Кастеллауэнан (бронзовый век). Исторический памятник с 1968 года[7]

## Фотогалерея

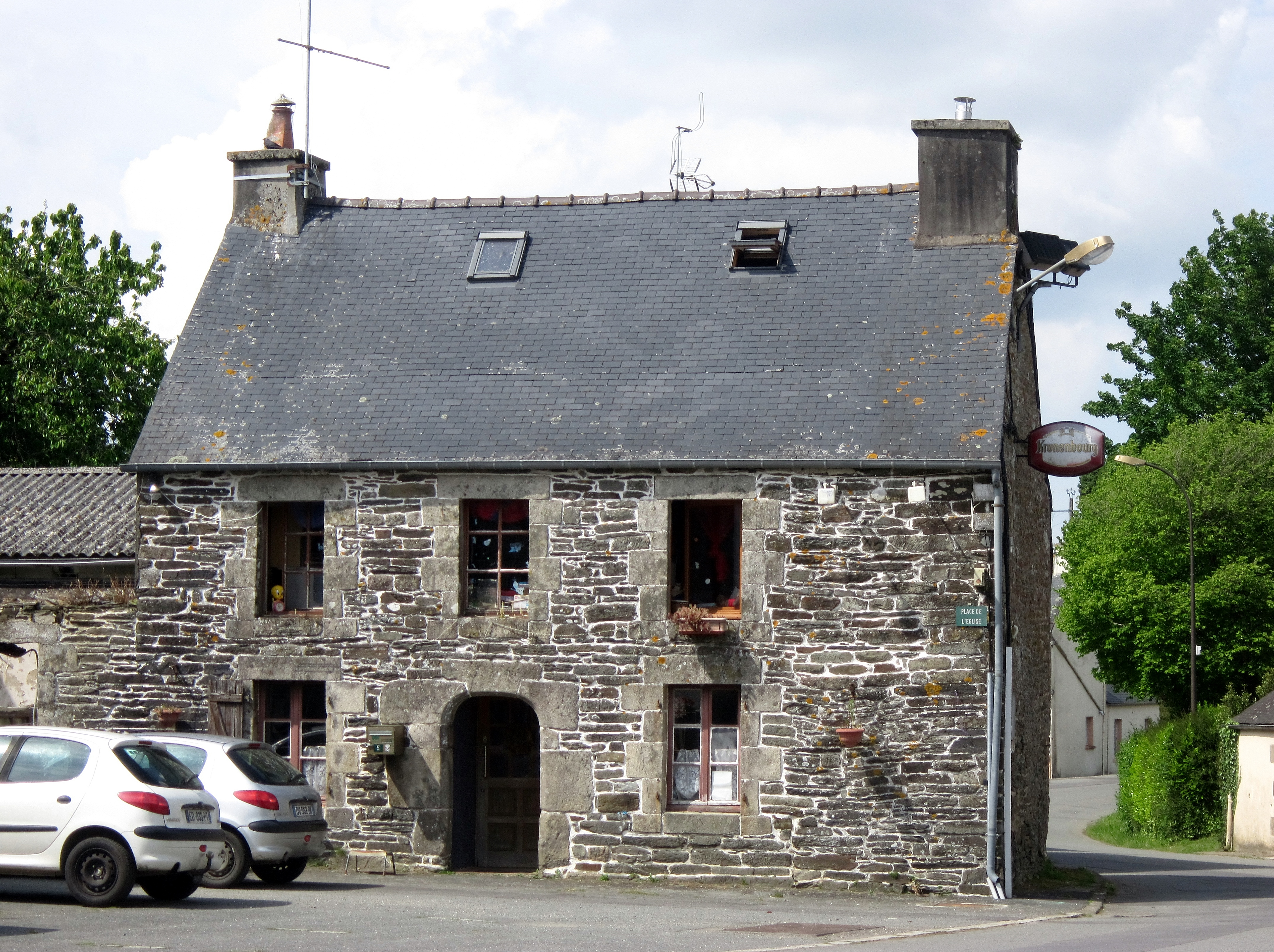
Дом
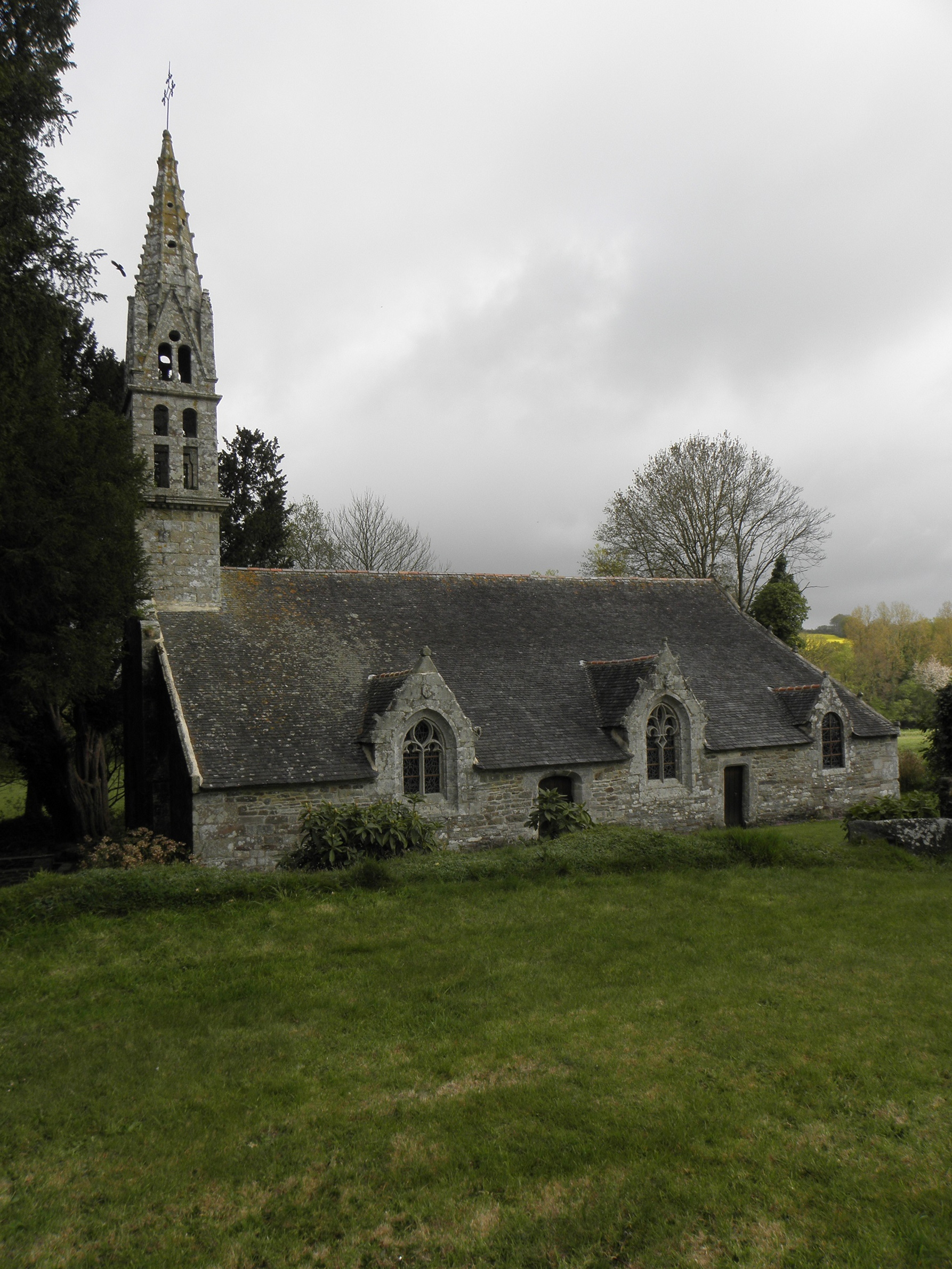
Часовня Нотр-Дам
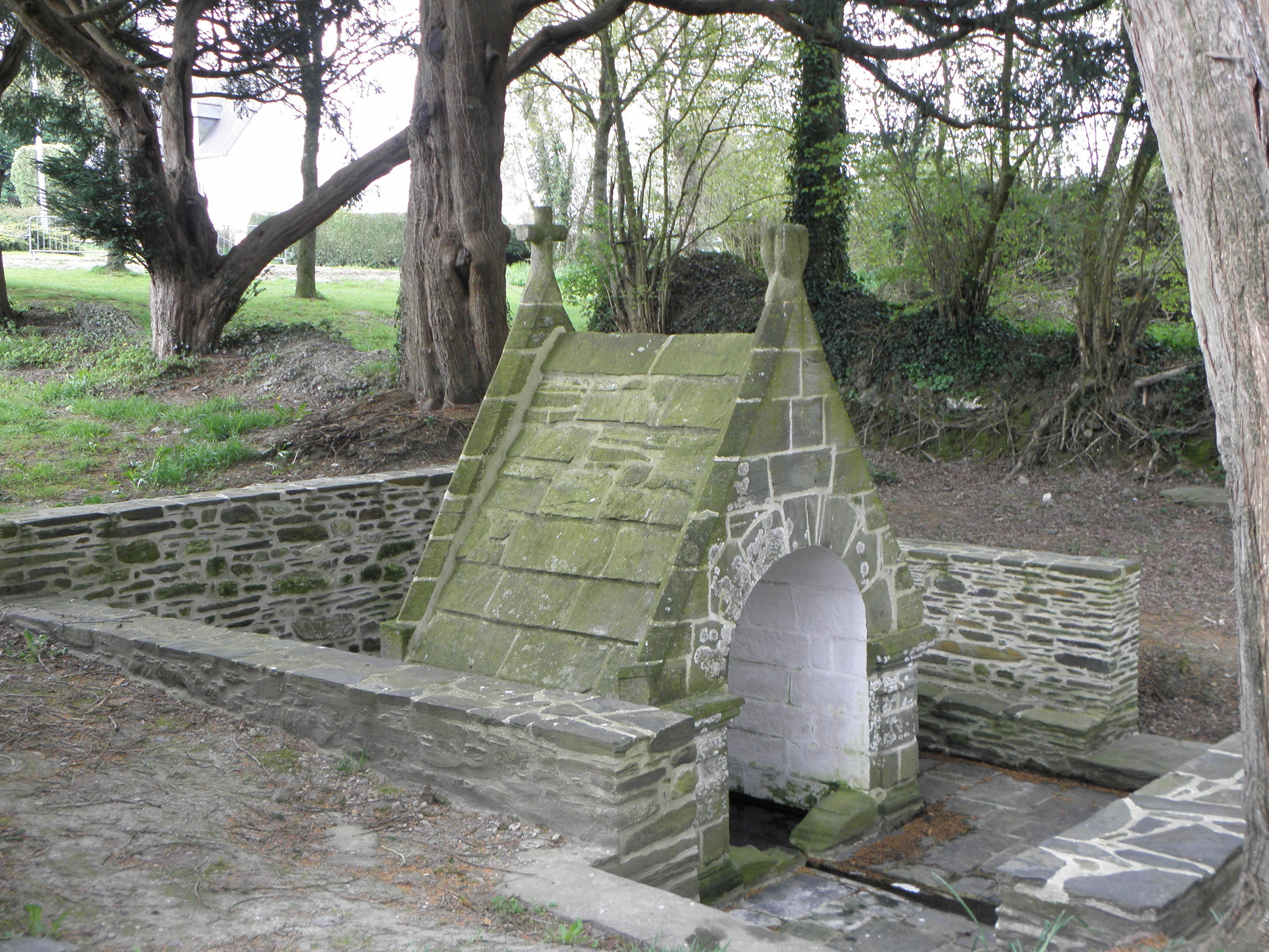
Источник около часовни
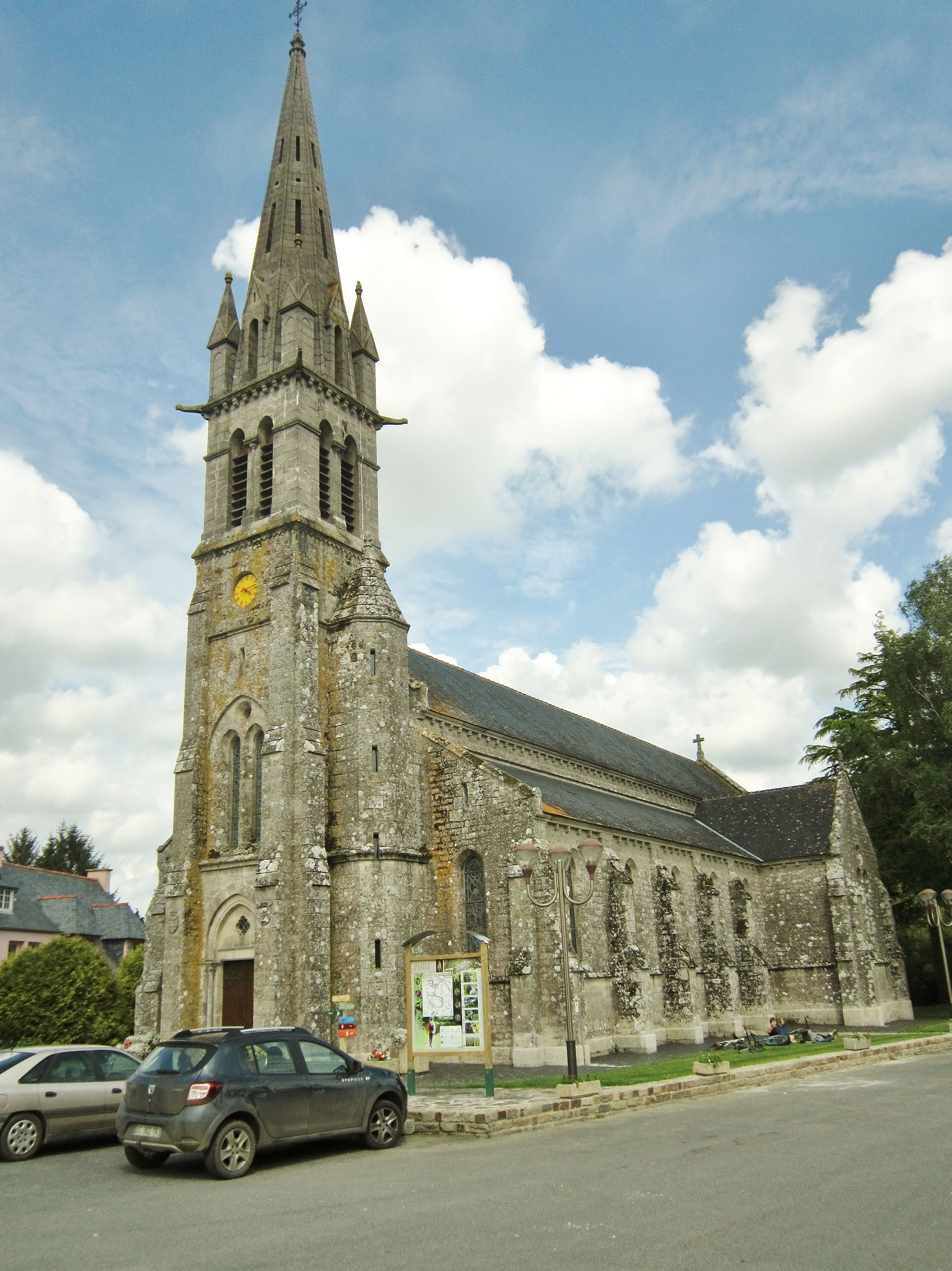
Храм 1898 года постройки
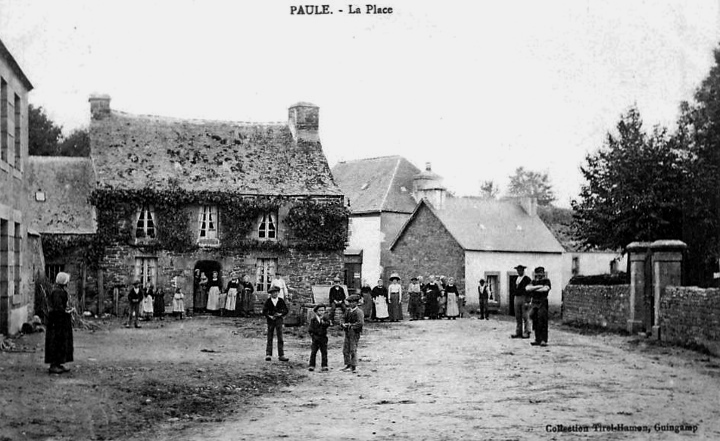
Поль в 1925 г., открытка
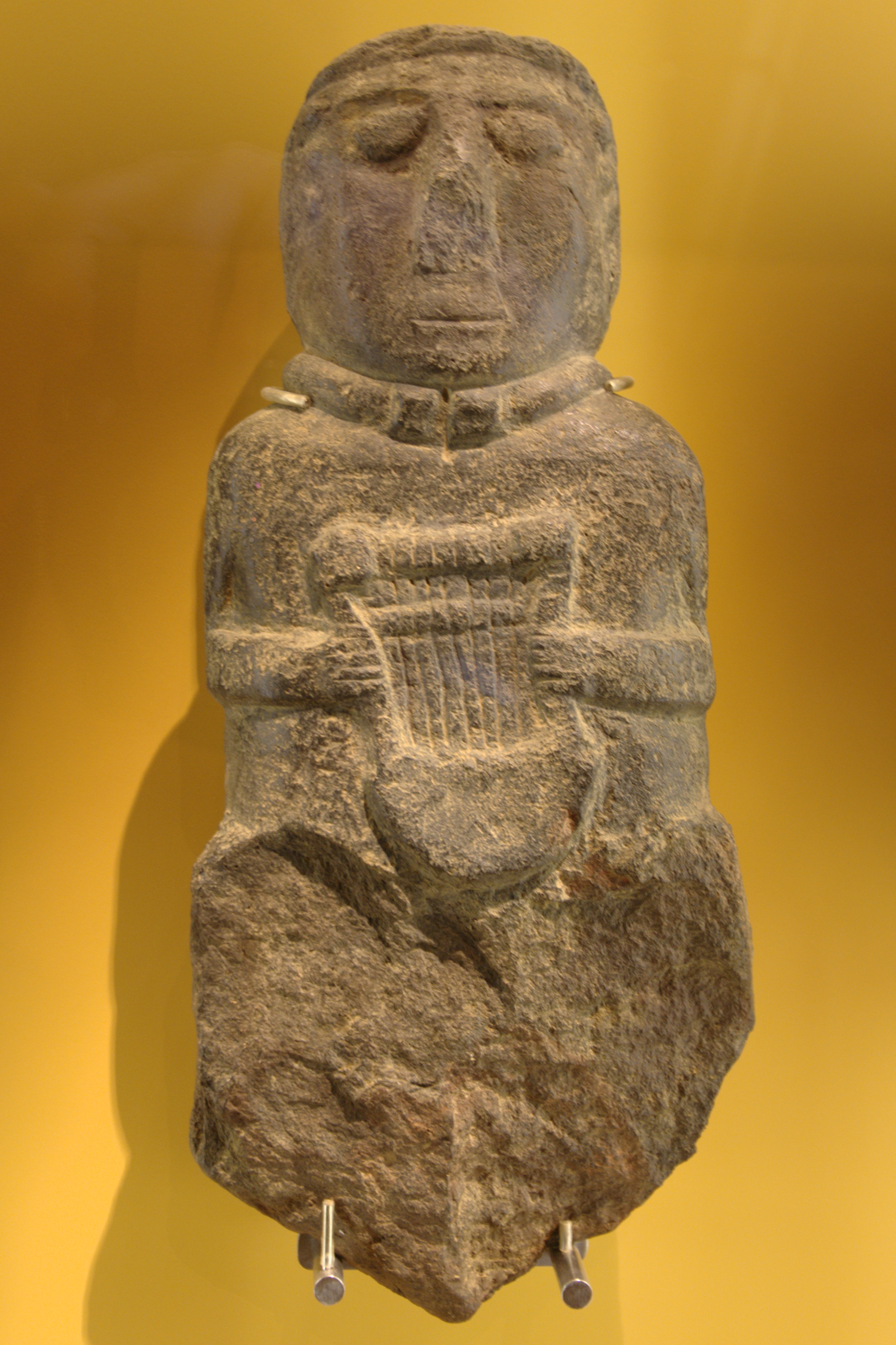
Статуэтка барда II в. до н. э., найденная при раскопках городища
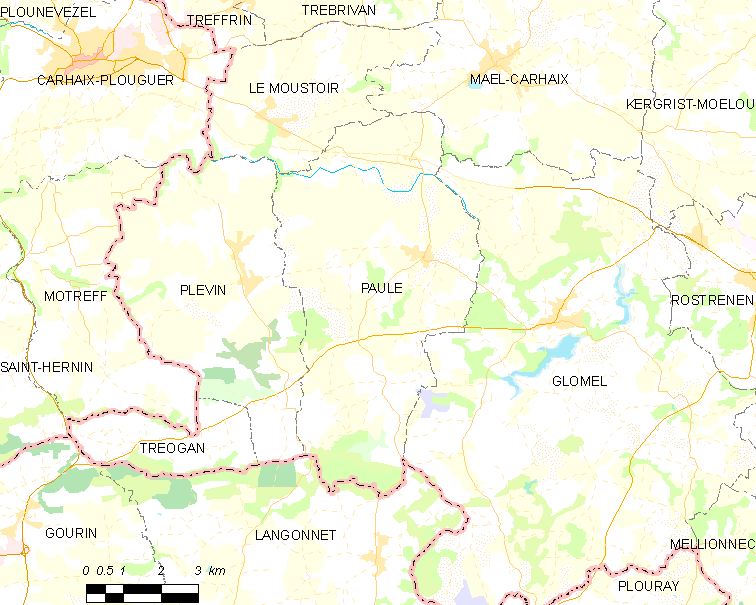
Карта коммуны